# Al-Wasl Sports Club 2010-2011
Questa voce raccoglie le informazioni riguardanti l'Al-Wasl Sports Club nelle competizioni ufficiali della stagione 2010-2011.

## Organico

### Rosa
Rosa e numerazione aggiornate al 21 maggio 2011
| N. |                                | Ruolo | Calciatore                |
| -- | ------------------------------ | ----- | ------------------------- |
| 1  | Emirati Arabi Uniti (bandiera) | P     | Rashid Ali                |
| 3  | Emirati Arabi Uniti (bandiera) | D     | Omran Abdulrahman         |
| 6  | Emirati Arabi Uniti (bandiera) | D     | Waheed Isamil             |
| 7  | Emirati Arabi Uniti (bandiera) | A     | Mohammed Omar Ahmed       |
| 8  | Emirati Arabi Uniti (bandiera) | D     | Ali Mahmoud               |
| 9  | Emirati Arabi Uniti (bandiera) | D     | Tariq Hassan              |
| 10 | Emirati Arabi Uniti (bandiera) | C     | Khalid Darwish (capitano) |
| 11 | Spagna (bandiera)              | C     | Francisco Yeste           |
| 12 | Emirati Arabi Uniti (bandiera) | P     | Ali Al Amir               |
| 14 | Emirati Arabi Uniti (bandiera) | D     | Khalaf Ismail             |
| 17 | Brasile (bandiera)             | A     | Alexandre Oliveria        |
| 20 | Emirati Arabi Uniti (bandiera) | D     | Fadhel Ahmed              |
| 21 | Emirati Arabi Uniti (bandiera) | A     | Saeed Al Kass             |

| N. |                                | Ruolo | Calciatore                |
| -- | ------------------------------ | ----- | ------------------------- |
| 22 | Emirati Arabi Uniti (bandiera) | P     | Yousef Al Gurg            |
| 23 | Emirati Arabi Uniti (bandiera) | C     | Mohammed Jamal            |
| 24 | Emirati Arabi Uniti (bandiera) | A     | Rashid Essa               |
| 25 | Emirati Arabi Uniti (bandiera) | D     | Mohammed Abdullah         |
| 29 | Emirati Arabi Uniti (bandiera) | D     | Yasser Salim              |
| 31 | Emirati Arabi Uniti (bandiera) | P     | Ahmed Al Tonaiji          |
| 32 | Emirati Arabi Uniti (bandiera) | A     | Ammar Mubarak             |
| 33 | Emirati Arabi Uniti (bandiera) | D     | Saud Saeed                |
| 55 | Emirati Arabi Uniti (bandiera) | P     | Majed Nasser              |
| 70 | Emirati Arabi Uniti (bandiera) | A     | Mahir Jassem              |
| 77 | Emirati Arabi Uniti (bandiera) | C     | Eissa Ali (vice capitano) |
| 99 | Emirati Arabi Uniti (bandiera) | A     | Abdul Rahman Khalfan      |

### Staff tecnico
- Allenatore: Diego Armando Maradona
- Vice-Allenatore: Héctor Enrique
- Assistente tecnico: Alejandro Mancuso